# Čagoské ostrovy
Čagoské ostrovy (ang. Chagos Archipelago) jsou skupina sedmi atolů a více než 60 dalších menších ostrovů. Leží asi 500 km jižně od Malediv a 1 600 km jihozápadně od Indie v Indickém oceáně, v polovině cesty mezi Afrikou a Indonésií. Největším ostrovem souostroví je Diego García, na kterém leží strategická britsko-americká vojenská základna.
Jsou dnes jedinou součástí Britského indickooceánskeho území, která je zámořským územím Spojeného království. Británie však roku 2022 začala jednat s Mauriciem o ukončení koloniální správy a vrácení ostrovů pod kontrolu Mauricia. V říjnu 2024 došlo k dohodě s Mauriciem o odstoupení území.
Šalomounův atol Čagoských ostrovů je oblíbenou zastávkou pro proplouvající jachtaře.

## Verdikt Mezinárodního soudního dvora
Podle verdiktu Mezinárodního soudního dvora v Haagu z 25. února 2019 se Británie má co nejdříve vzdát území Čagoského souostroví, které neoprávněně a účelově oddělila ještě před vznikem Mauricijské republiky. Verdikt haagského soudu však není právně vymahatelný, může jen pomoci zvýšit tlak na britskou vládu. Na základě výše uvedeného rozsudku vyzvalo Valné shromáždění OSN rezolucí z 22. května 2019 Spojené království ke stažení „koloniální správy“ do 6 měsíců a předání souostroví Mauriciu.